# Condado de Pope (Illinois)
O Condado de Pope é um dos 102 condados do Estado americano de Illinois. A sede do condado é Golconda, e sua maior cidade é Golconda. O condado possui uma área de 970 km² (dos quais 10 km² estão cobertos por água), uma população de 4 413 habitantes, e uma densidade populacional de 5 hab/km² (segundo o censo nacional de 2000). O condado foi fundado em 10 de janeiro de 1816. É o condado menos populoso do Illinois.